# Нюеркерке
Нюеркерке (нід. Nieuwerkerke) — селище в нідерландській провінції Зеландія. Входить до муніципалітету Схаувен-Дьойвеланд.
До 1813 року мало статус окремого муніципалітету.